# Sommet du G7 de 2022
Le sommet du G7 de 2022 a lieu du 26 au 28 juin 2022 dans l'hôtel de luxe Schloss Elmau, à Krün en Bavière, Allemagne (au même endroit que le sommet de 2015). Il réunit : les États-Unis, le Royaume-Uni, le Canada, la France, l'Allemagne, l'Italie et le Japon.

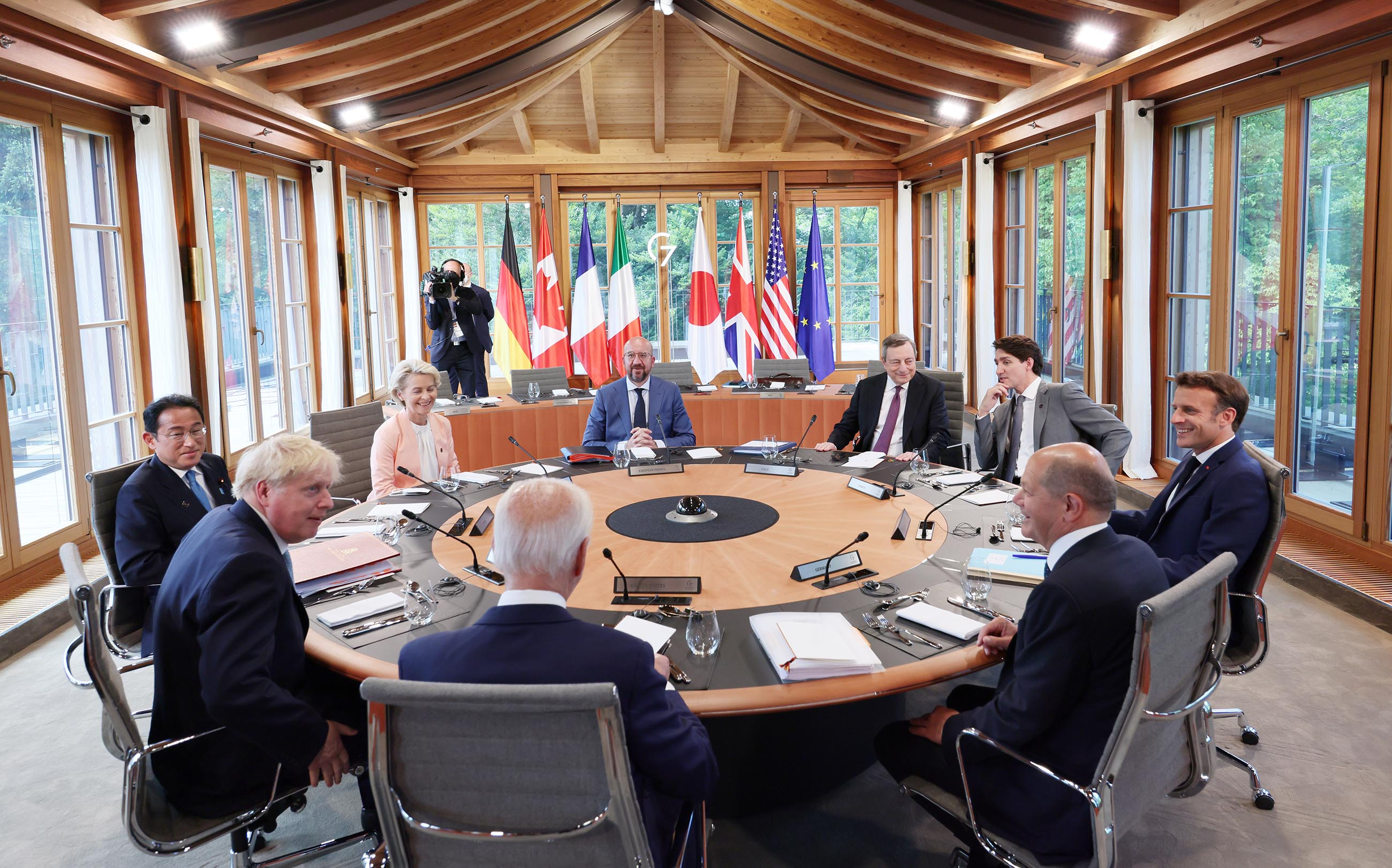

## Composition

### Représentants des pays membres
Le sommet 2022 est le premier pour le chancelier allemand Olaf Scholz et le premier ministre japonais Fumio Kishida.

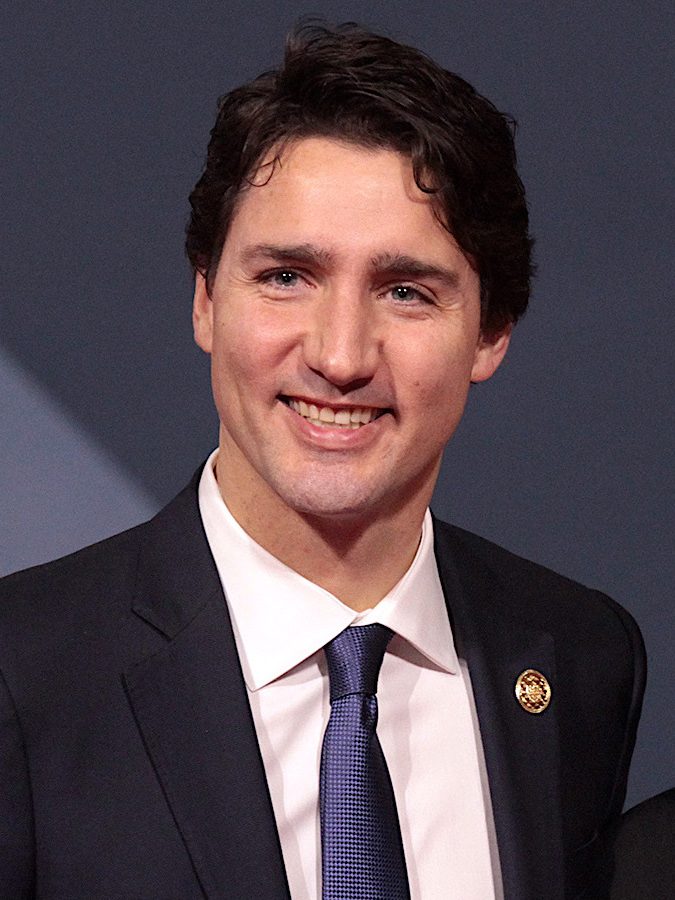
Canada Justin Trudeau, Premier ministre
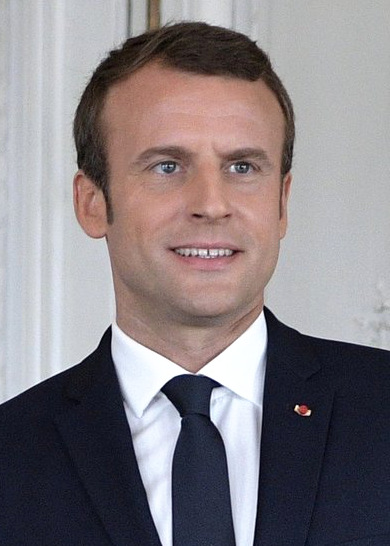
France Emmanuel Macron, Président
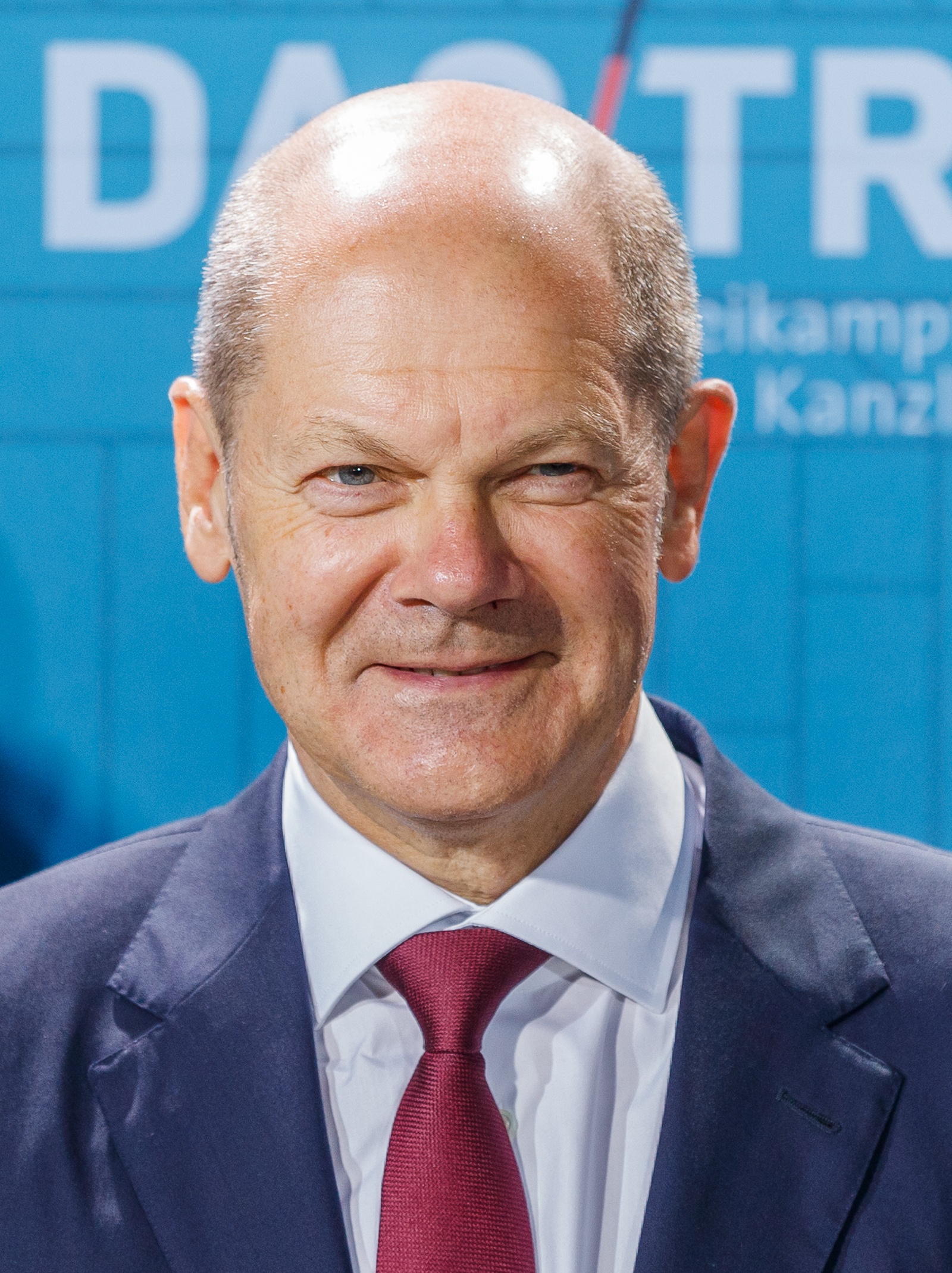
Allemagne Olaf Scholz, Chancelier fédéral
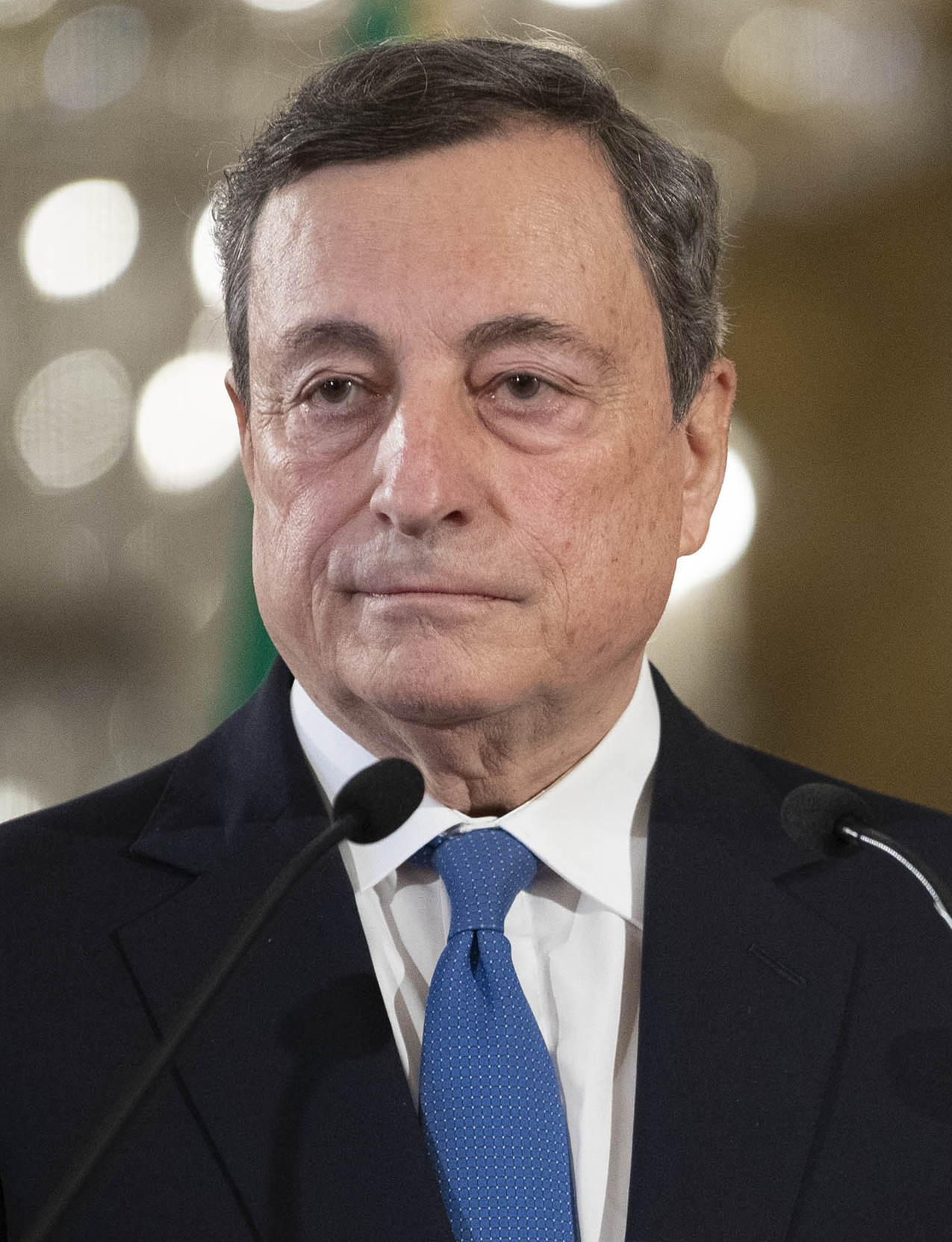
Italie Mario Draghi, Président du Conseil
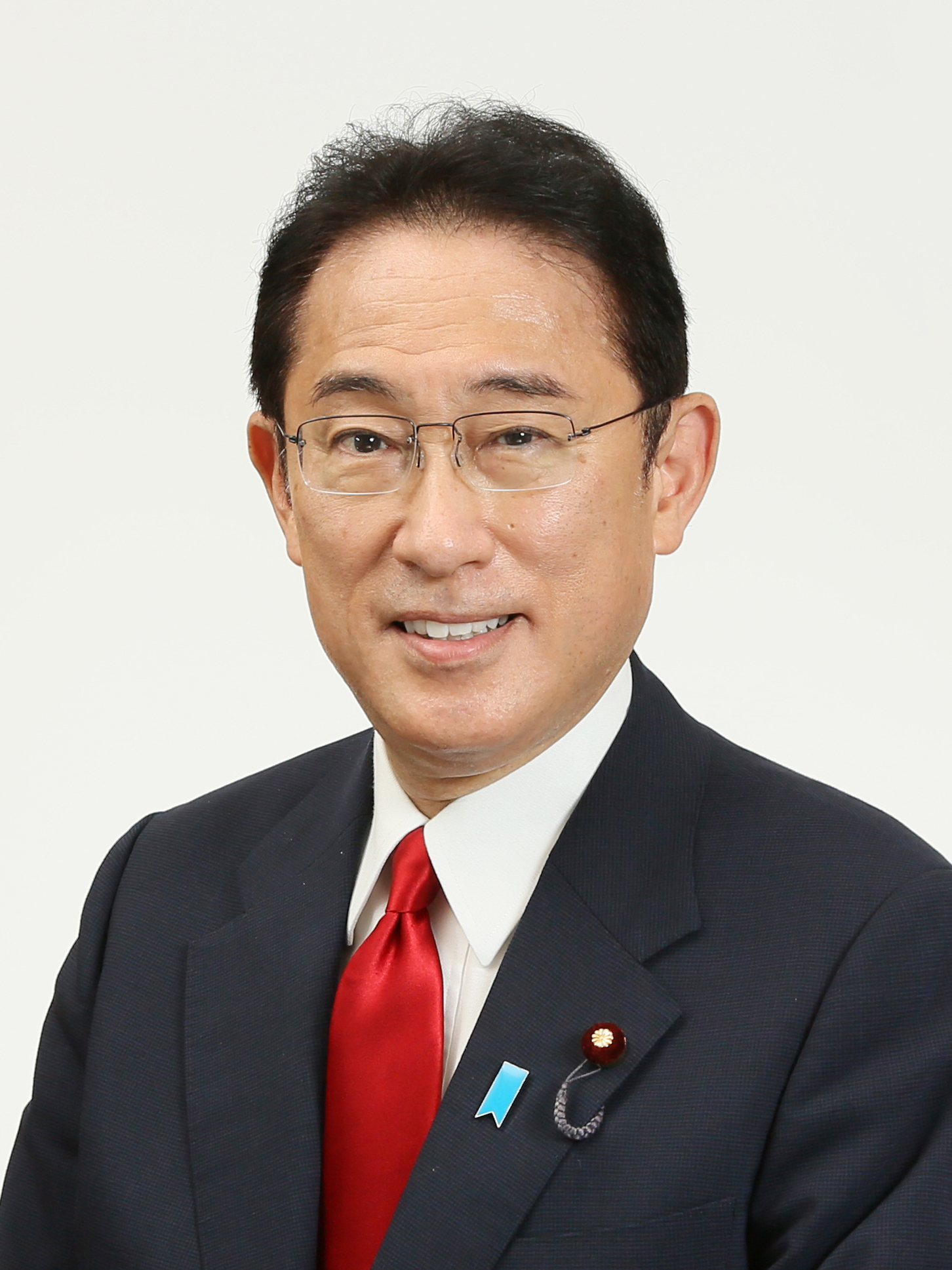
Japon Fumio Kishida, Premier ministre
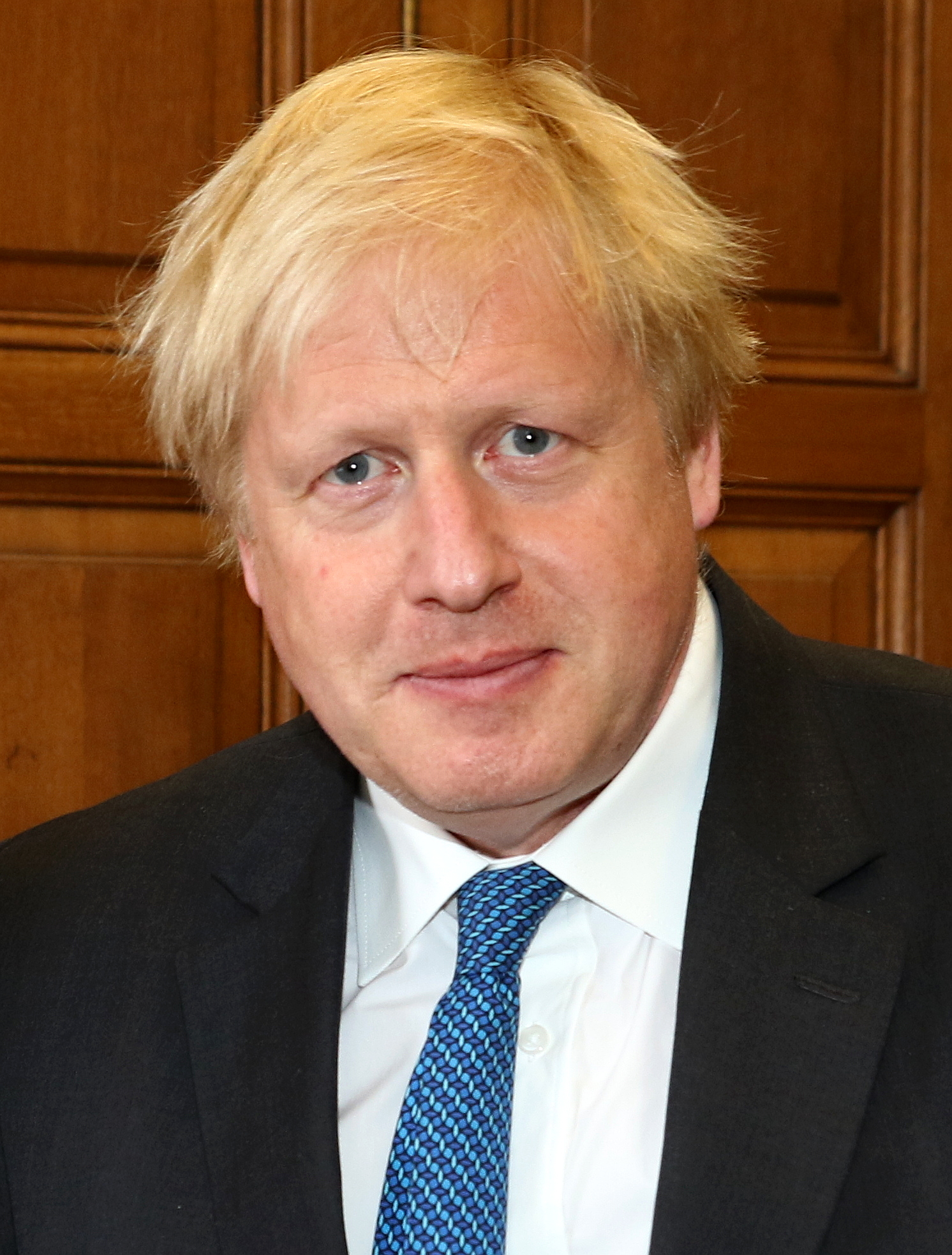
Royaume-Uni Boris Johnson, Premier ministre
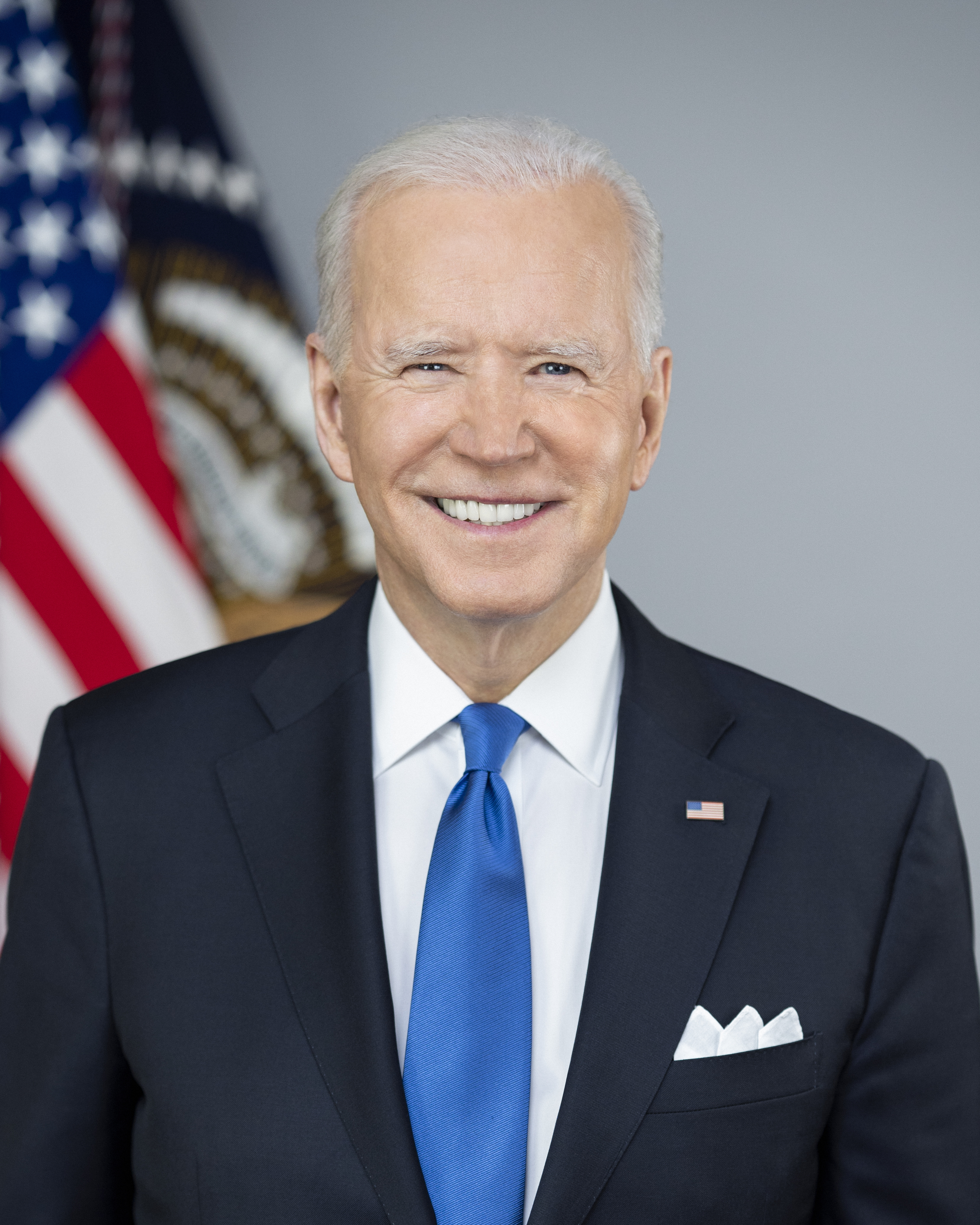
États-Unis Joe Biden, Président
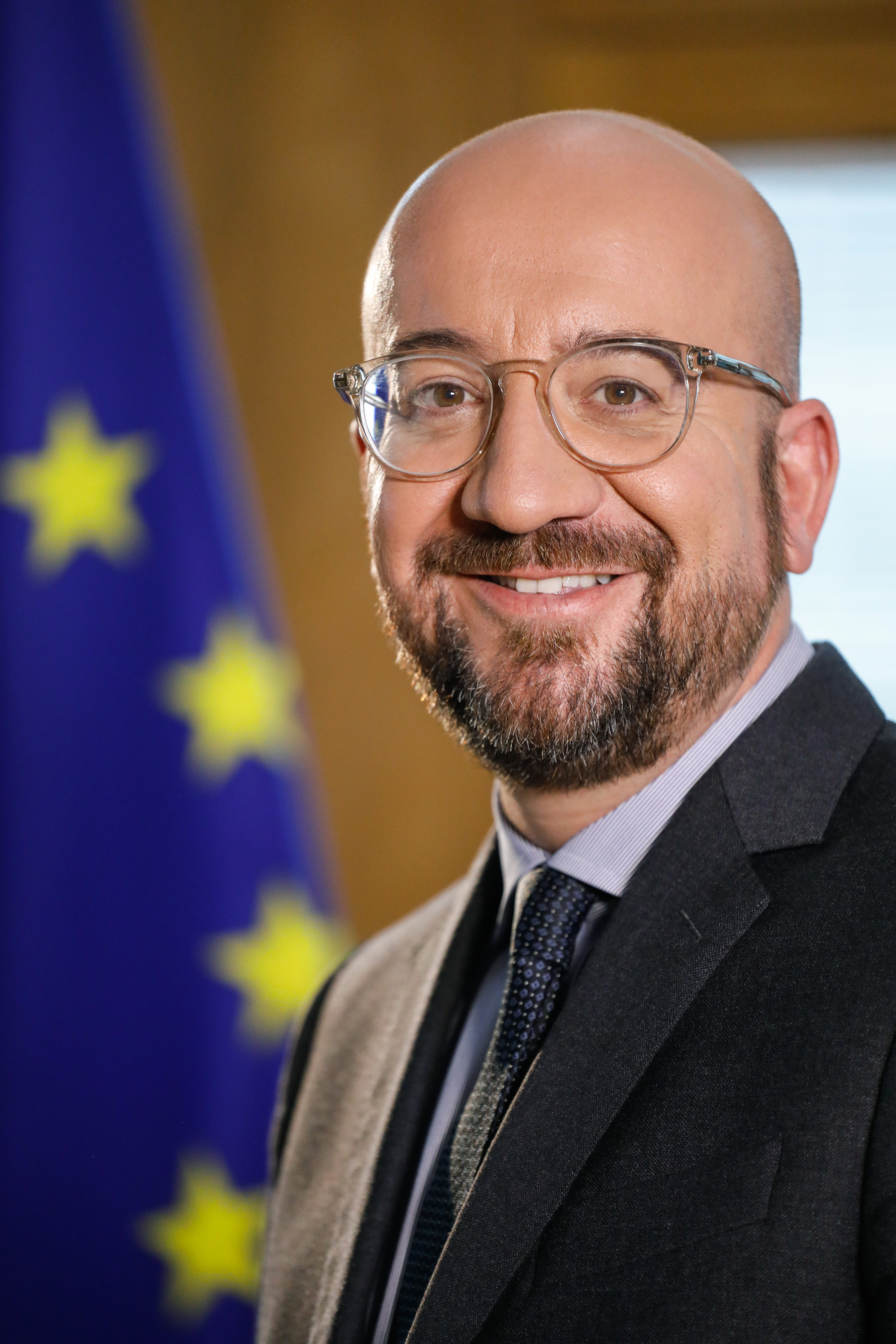
Union européenne Charles Michel, Président du Conseil
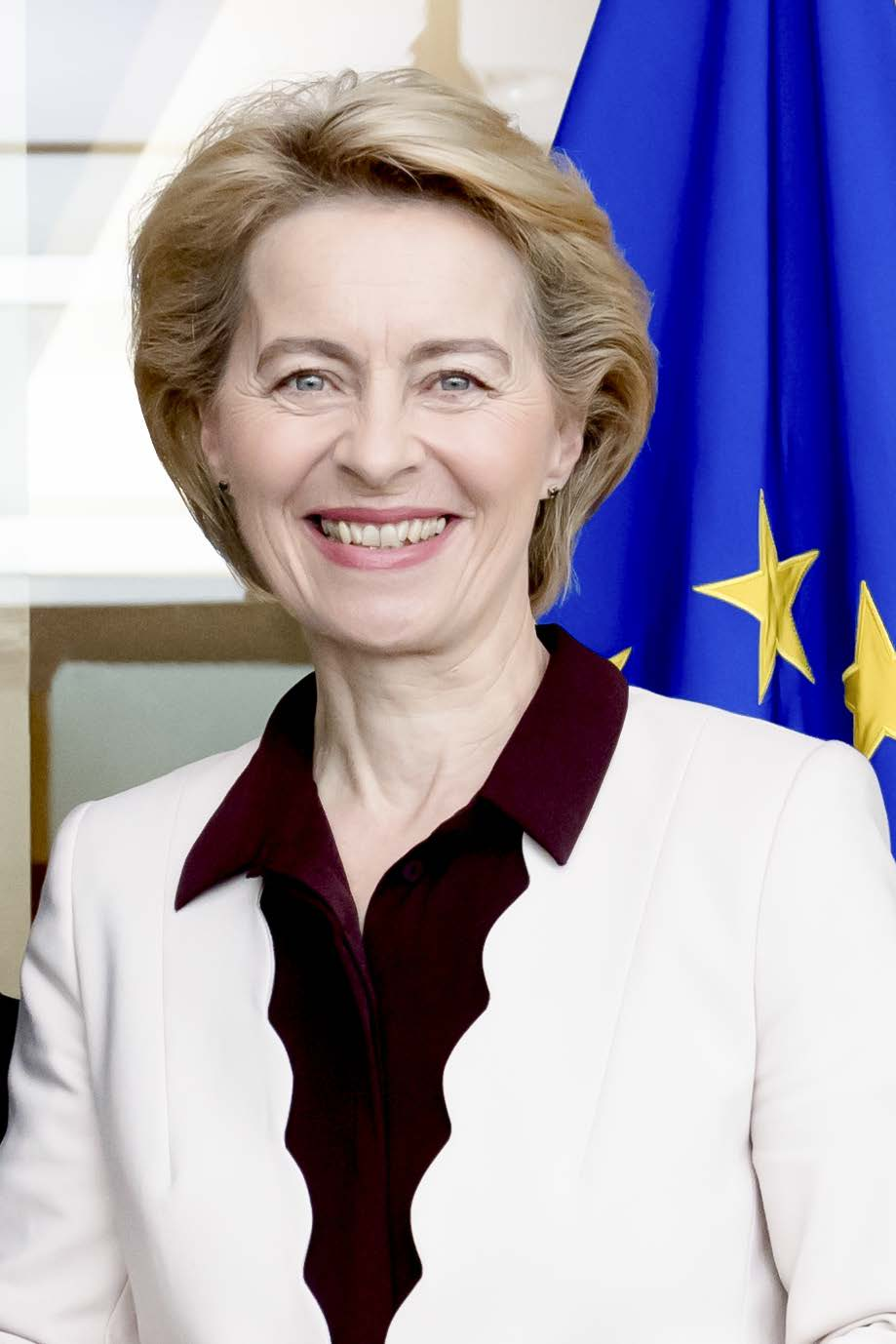
Union européenne Ursula von der Leyen, Président de la Commission

### Chefs d'État ou de gouvernement invités

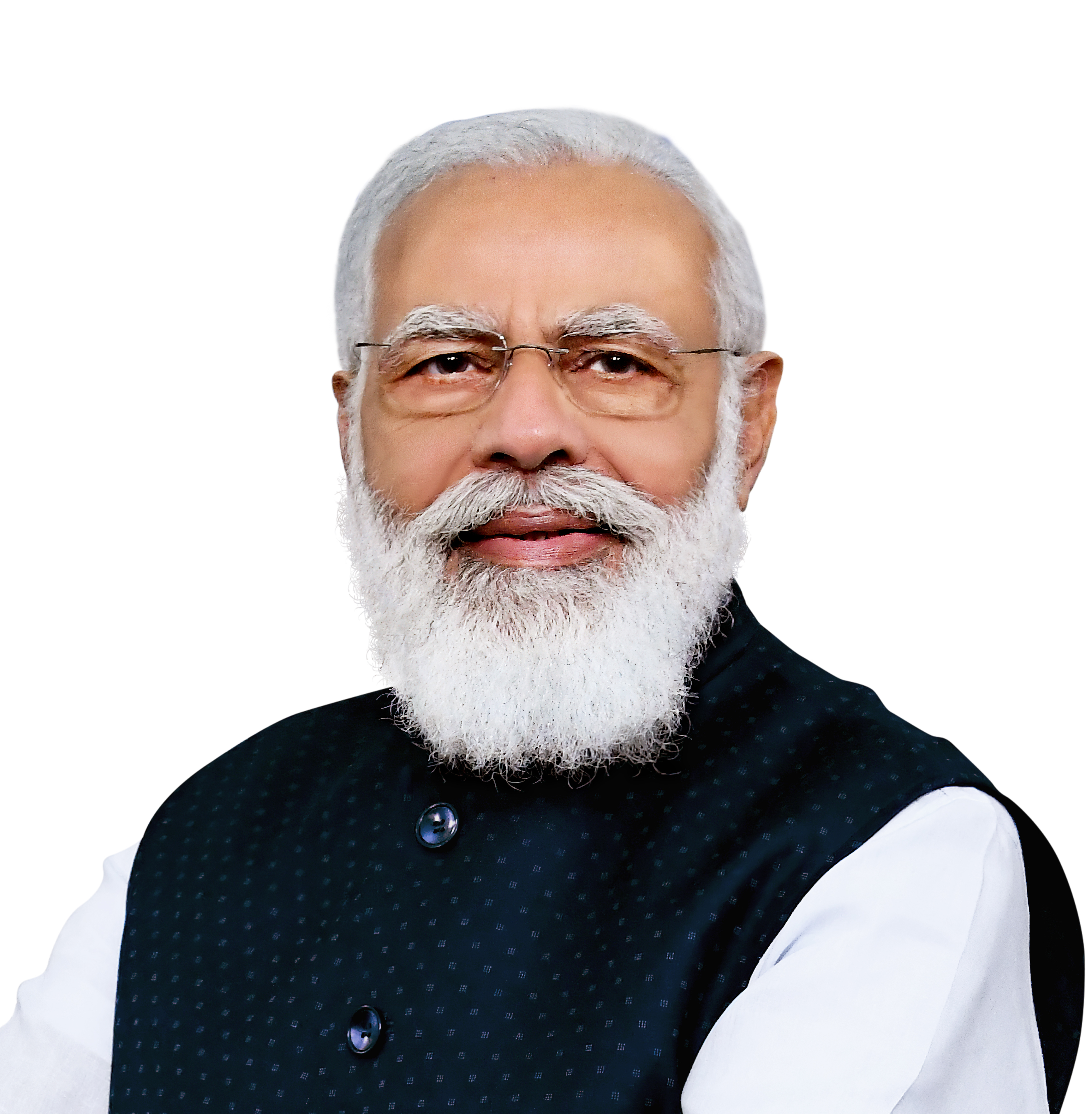
IND Narendra Modi, Premier ministre
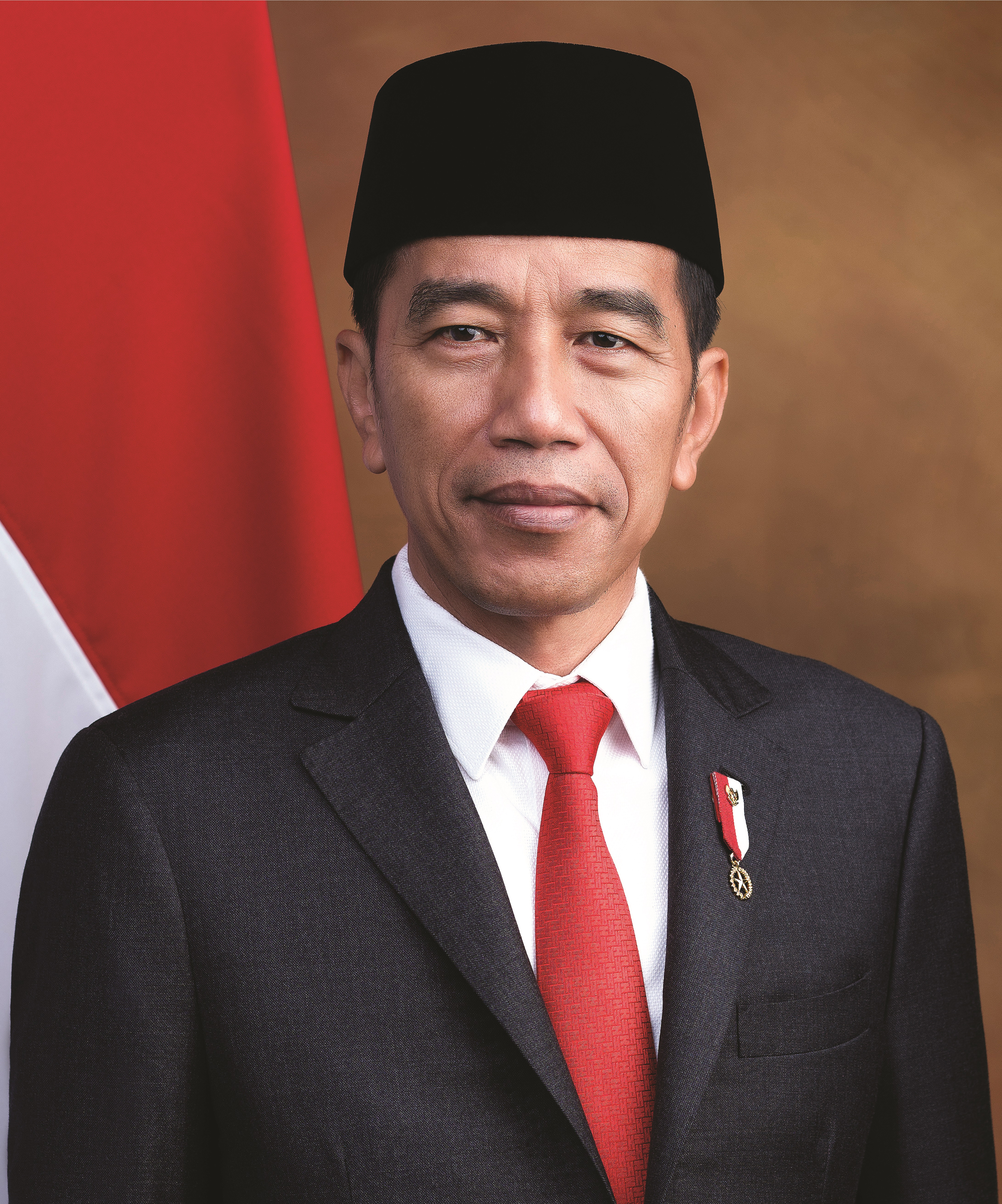
IDN Joko Widodo, Président
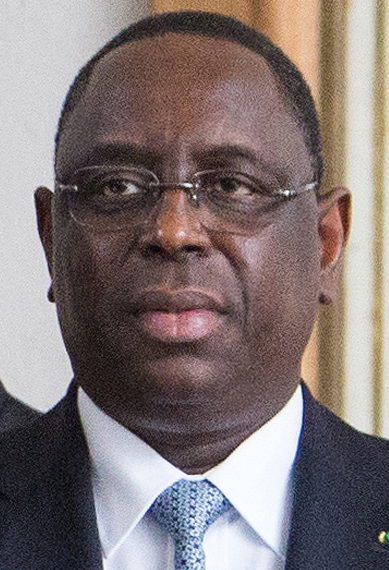
SEN Macky Sall, Président
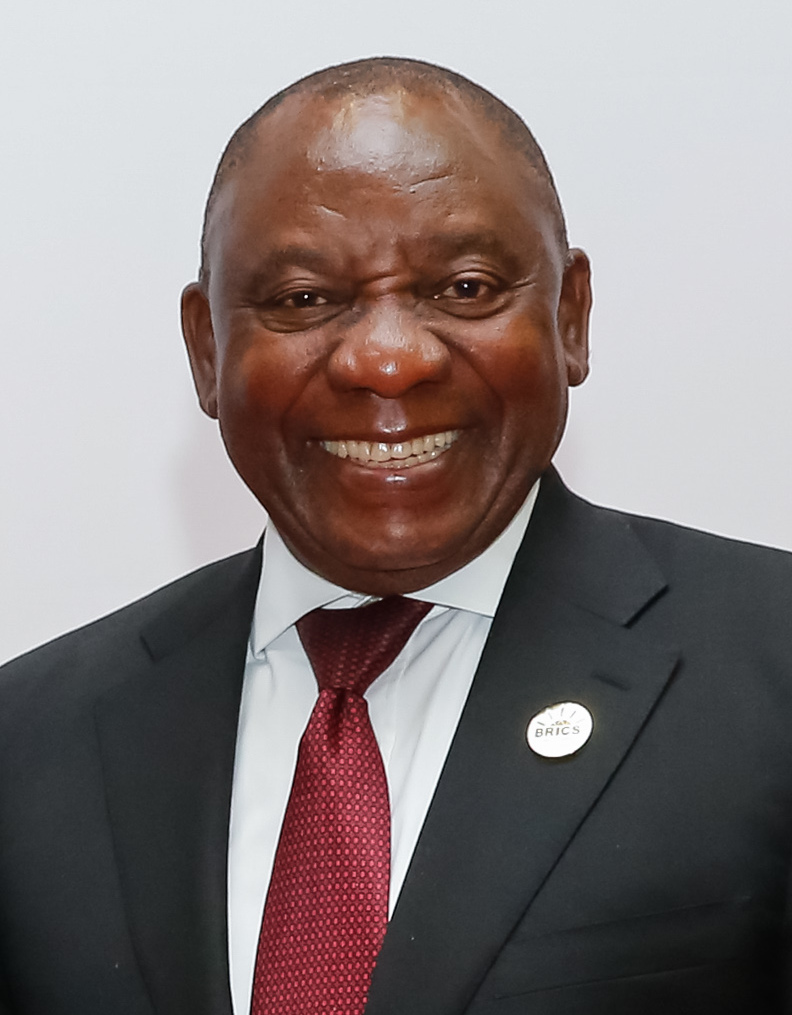
ZAF Cyril Ramaphosa, Président
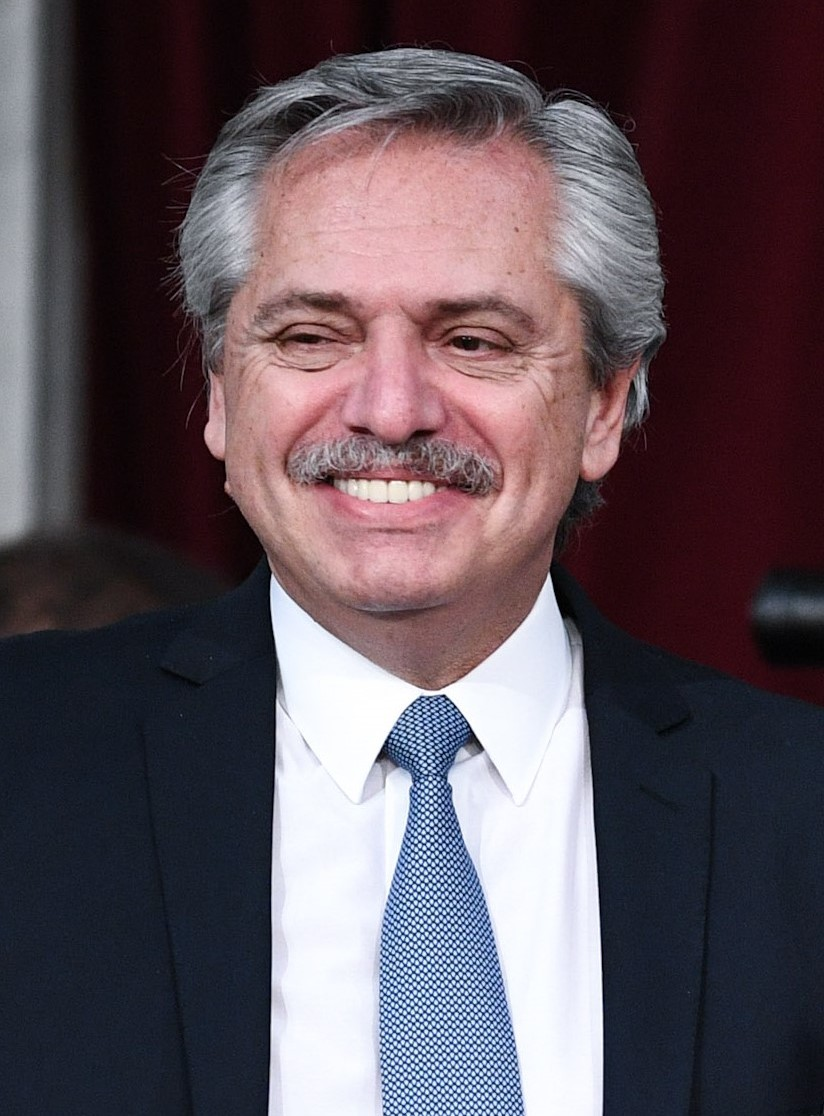
ARG Alberto Fernández, Président

- Inde
Narendra Modi, Premier ministre
- Indonésie
Joko Widodo, Président
- Sénégal
Macky Sall, Président
- Afrique du Sud
Cyril Ramaphosa, Président
- Argentine
Alberto Fernández, Président

#### Organisations internationales

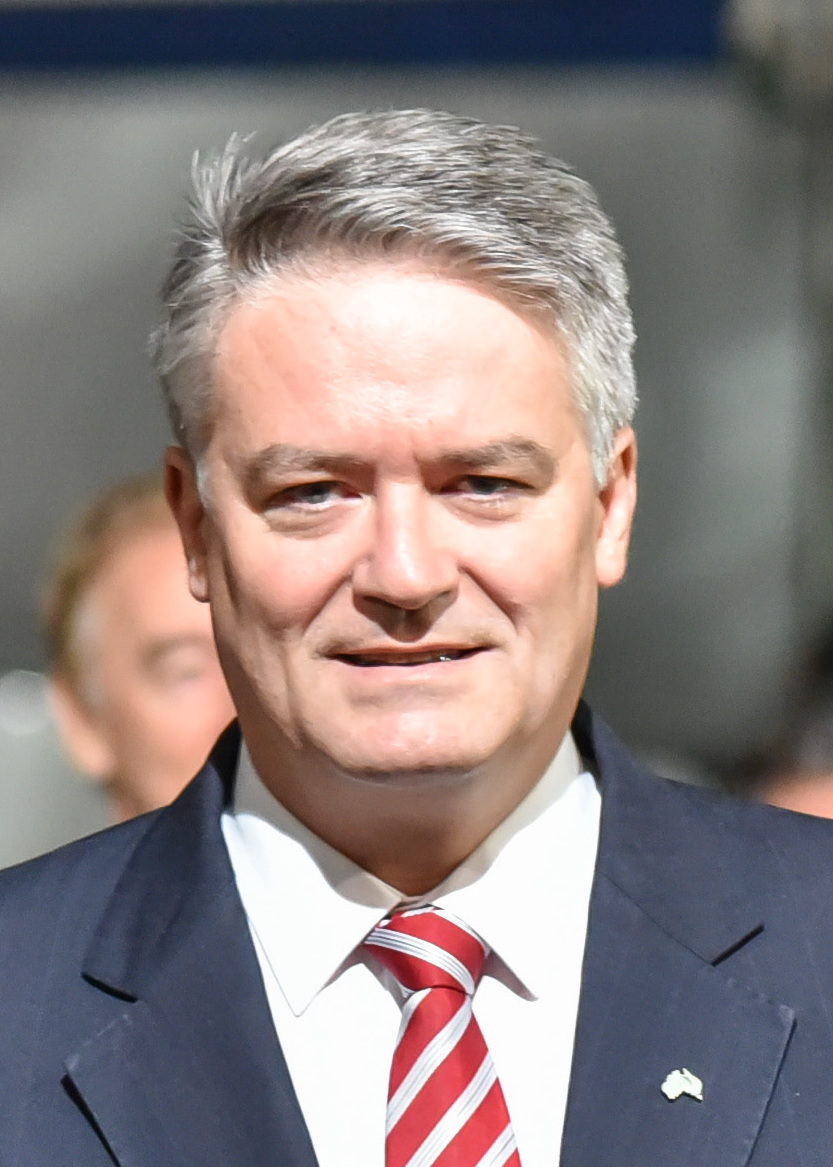
OCDE Mathias Cormann, Secrétaire général
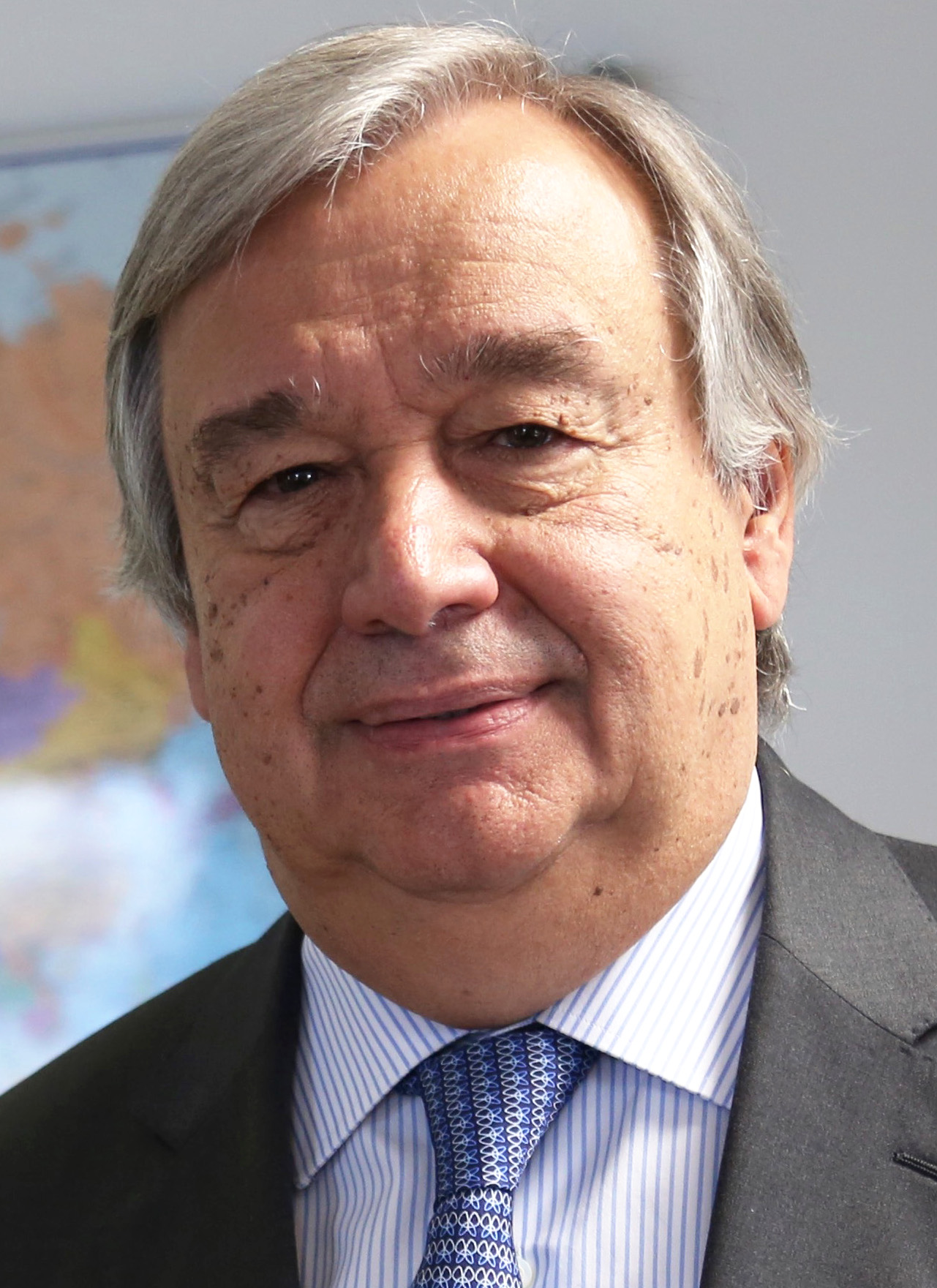
ONU António Guterres, Secrétaire général (présence virtuelle)
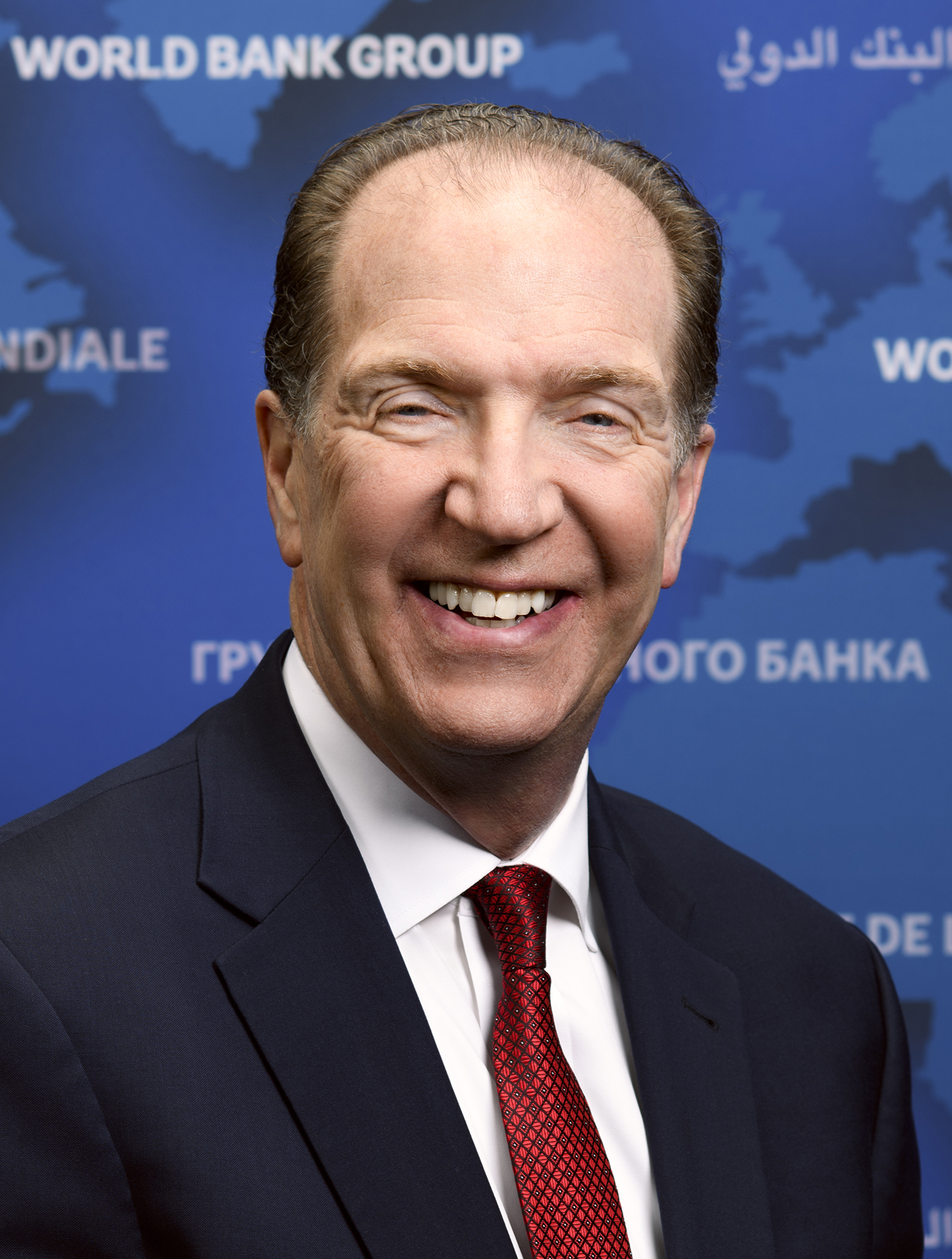
Groupe de la Banque mondiale David Malpass, Président
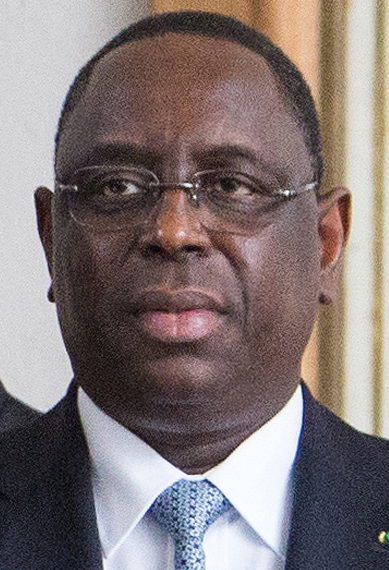
Union africaine Macky Sall, Président
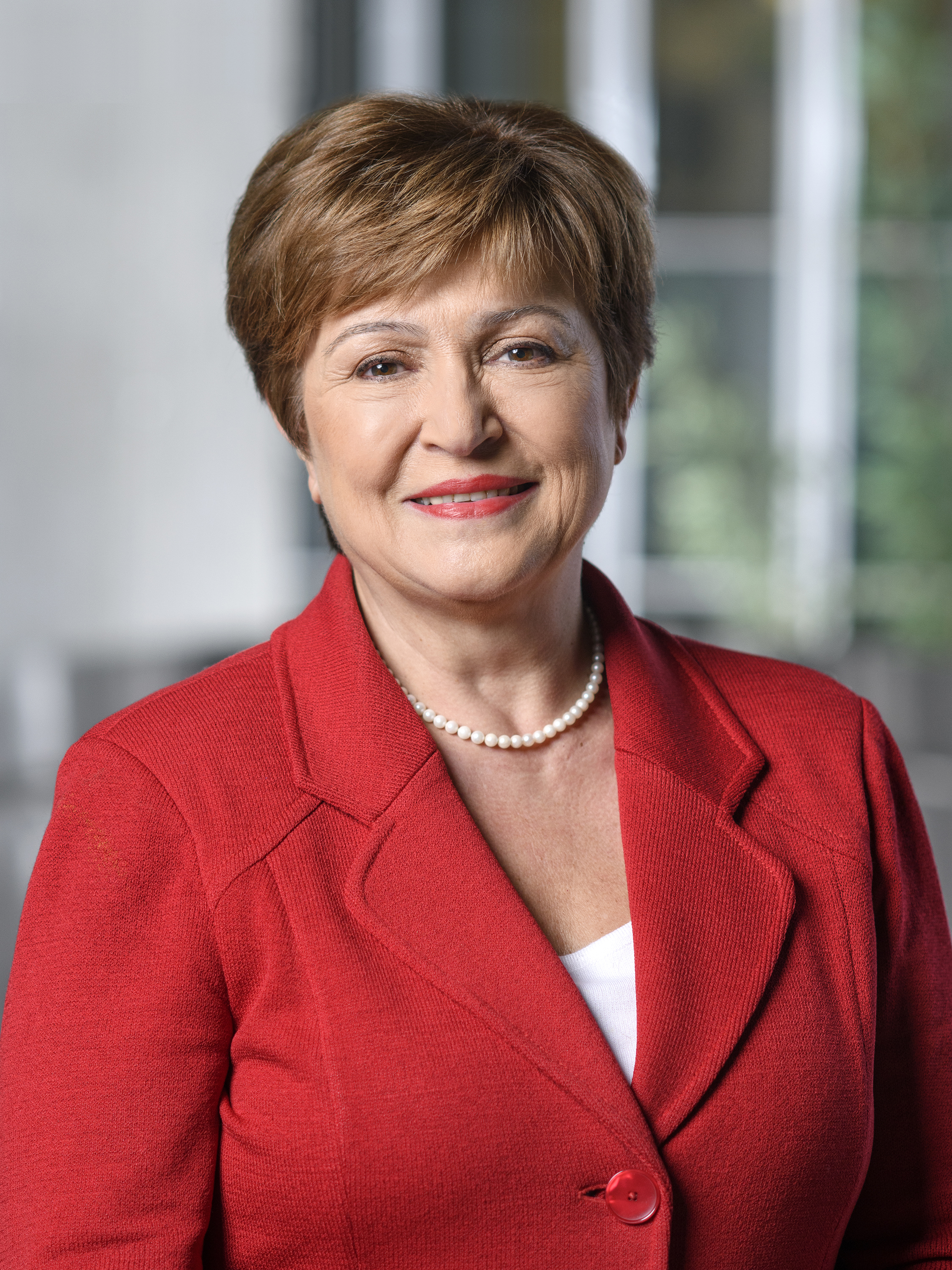
Fonds monétaire international Kristalina Georgieva, Directrice générale
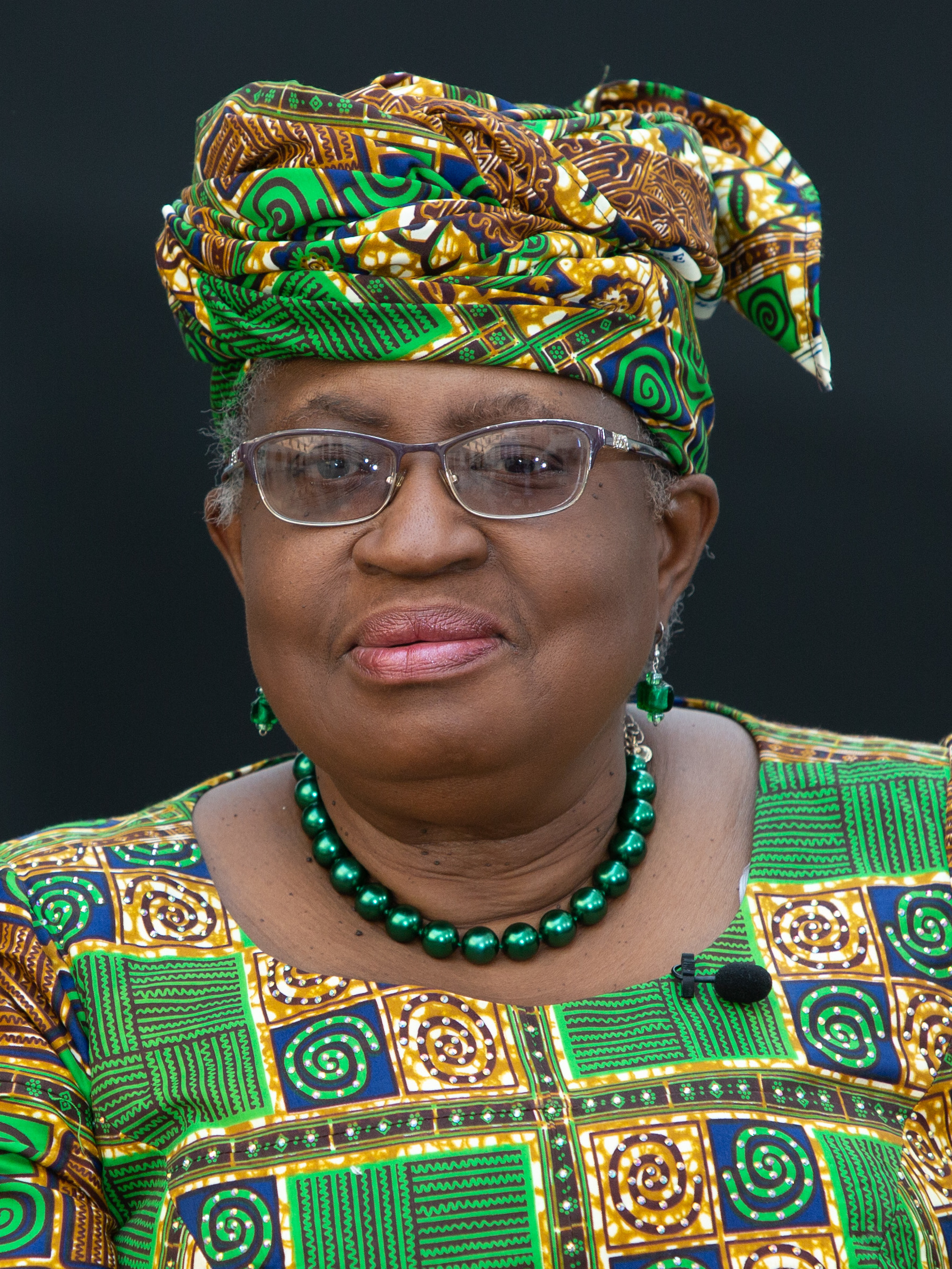
Organisation mondiale du commerce Ngozi Okonjo-Iweala, Directrice générale
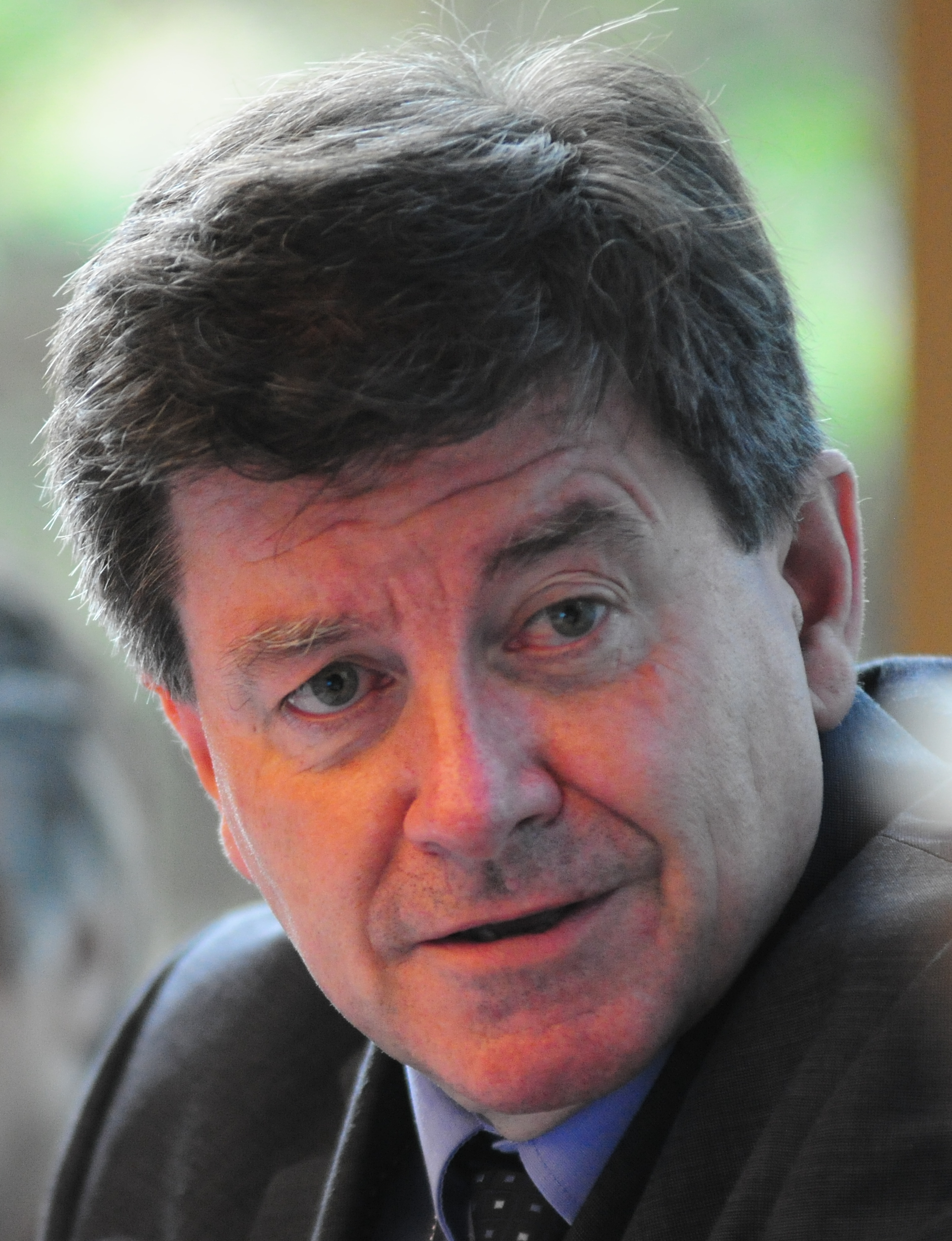
Organisation internationale du travail Guy Ryder Directeur général